# Maria Antonietta - La solitudine di una regina
 Maria Antonietta - La solitudine di una regina è una biografia scritta dalla storica inglese Antonia Fraser, pubblicata per la prima volta nel 2002. Della stessa autrice anche un'altra biografia: Maria Stuarda - La tragedia di una regina (1969).

## Contenuto
Maria Antonietta non è stata solo una delle figure-chiave della rivoluzione francese, della quale viene a turno considerata vittima o causa, ma anche e soprattutto una donna: Antonia Fraser rilegge la vita della regina proprio sotto questo aspetto, analizzando il contesto della sua formazione e il mondo in cui si muoveva. Il saggio traccia un profilo in evoluzione, nel quale, proprio a partire dai primi giorni della rivoluzione, si affaccia lentamente la consapevolezza del proprio ruolo.

## Testi simili
Altre autorevoli biografie sulla regina di Francia e Navarra sono:
- La vita segreta di Maria Antonietta - Memorie, scritta da Madame Campan, pubblicata post-mortem nel 1823.
- Maria Antonietta - Una vita involontariamente eroica, scritta nel 1932 da Stefan Zweig (considerata per lungo tempo la biografia più completa sulla regina, va oggi letta in modo critico per la visione freudiana e maschilista dell’autore).
- Maria Antonietta - La vera storia di una regina incompresa, scritta nel 1953 da André Castelot.
- Maria Antonietta, scritta nel 1987 da Joan Haslip.
- Maria Antonietta, scritta nel 1991 da Carolly Erickson.
- Maria Antonietta - L'ultima regina, scritta nel 2001 da Evelyne Lever.
- Marie-Antoinette, l’insoumise, scritta nel 2002 da Simone Bertière

## Edizioni italiane
- Antonia Fraser, Maria Antonietta. La solitudine di una regina, traduzione di Joan Peregalli e Claudia Pierrottet, Collezione Le Scie, Milano, Mondadori, 2003, ISBN 978-88-04-50677-5.
- Antonia Fraser, Maria Antonietta. La solitudine di una regina, Collana Oscar Storia, Arnoldo Mondadori Editore, 2004,  pp. 554, cap.27, ISBN 978-88-04-51311-7.